# Calvin Johnson (musicien)
Pour les articles homonymes, voir Johnson et Calvin Johnson.
Calvin Johnson (né en 1962) est un chanteur, guitariste et producteur américain, né à Olympia dans l'État de Washington. Il est le membre fondateur de nombreux groupes dont Cool Rays, Beat Happening, The Go Team, Dub Narcotic Sound System, et The Halo Benders.
Calvin Johnson est également à l'origine du label K Records, et est un l'un des organisateurs principaux du Festival international de pop indépendante.
Son premier album solo, What Was Me, se compose de musiques acoustiques calmes, traitant d'amour et de déchéance. Sur quelques chansons, il chante sans accompagnement de sa guitare et l'effet est surprenant.
Son second album, Before the Dream Faded..., est davantage jazzy. Il inclut de nombreux collaborateurs, rendant un son très diffèrent de son premier album. Les chansons traitent d'un grand nombre de sujets allant de la taille et la couleur des cœurs à Lucifer, en passant par les échecs amoureux.

## Relations avec d'autres musiciens
Johnson a travaillé avec Beck, Heavenly, The Microphones, Jon Spencer Blues Explosion, et Built to Spill entre autres. Il a également produit de nombreux autres groupes.
Le chanteur et guitariste de Nirvana, Kurt Cobain, était un admirateur de Calvin Johnson, et s'est même fait tatouer le logo de K records (un petit "K" dans un bouclier) sur son bras. Ils furent amis au début des années 1990 quand Cobain vécut à Olympia. Le 25 septembre 1990, Cobain fut invité par Johnson dans une émission d'un radio locale où il joua plusieurs chansons acoustiques, dont un duo avec Johnson sur la chanson des Wipers, "D-7." Cobain a, plus tard, rejeté Johnson, le considérant comme un élitiste.

## Discographie Solo
- What Was Me (2002, K Records)
- Before the Dream Faded... (2005, K Records)
- ...And the Sons of the Soil (2007, K Records)